# 孔多爾蒂亞納山
12°16′24″S 75°30′52″W / 12.27333°S 75.51444°W
孔多爾蒂亞納山（Kuntur Tiyana），是秘魯的山峰，位於該國中部胡寧大區，由丘帕卡省的亞納坎查區負責管轄，屬於秘魯中部山脈的一部分，海拔高度4,600米。